# Івшина Лариса Олексіївна
Лари́са Олексі́ївна І́вшина (нар. 9 червня 1960, смт Локачі, Волинської області) — українська журналістка, громадсько-культурна діячка.

## Біографія
Закінчила факультет журналістики Київського університету (1979—1984). Стажувалася в Інституті Брукінґса (Вашингтон, США, грудень 1994).
У 1984—1992 роках — кореспондент, завідувач відділу газети «Прапор комунізму» («Київський вісник»).
Від липня 1992 — редактор відділу політики, а з 1993 року — заступник головного редактора газети «Киевские ведомости».
У 1995—1996 роках — прессекретар Прем'єр-міністра України Євгена Марчука. У 1996—1997 роках — головний редактор Міжнародного медіацентру.
Від січня 1997 року — головний редактор газети «День».
Культурно-громадська діячка. Авторка ідеї і редакторка видань бібліотеки газети «День»: «Україна Incognita», «Дві Русі», «Війни і мир», «День і вічність Джеймса Мейса», «Апокрифи Клари Ґудзик», «Люди Майдану. Хроніка».

## Нагороди
- Заслужений журналіст України (2001)[4]
- Лауреатка Медалі Ґарета Джонса (2019)

## Родина
Другим чоловіком Лариси Івшиної був екс-прем'єр-міністр України Євген Марчук.